# Mazahua

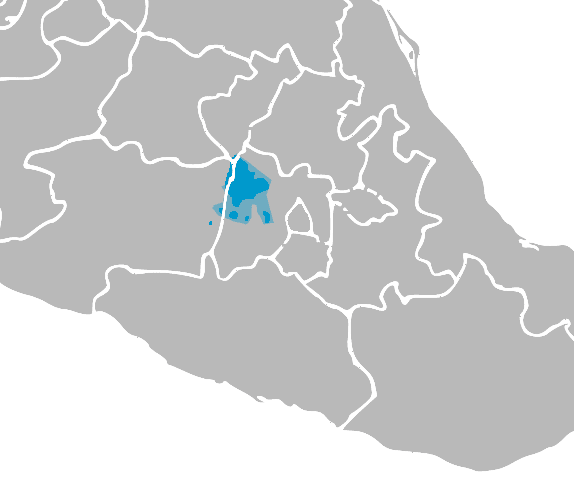
Territoris de parla mazahua

El mazahua és una llengua que es parla al centre de Mèxic. Els seus parlants denominen a la llengua amb el nom de jñatio, amb el qual també es designen a si mateixos els mazahues. Aquest últim és un etnònim nàhuatl que significa gent que posseeix cérvols.
L'idioma mazahua pertany al grup lingüístic otopame de la família otomang. Juntament amb altres seixanta-dues llengües, el mazahua és reconegut com a llengua nacional a Mèxic, amb la mateixa validesa que l'idioma espanyol en tot el seu territori. Els mazahues tenen un alt grau de bilingüisme amb el castellà i es concentren principalment entre els boscos de l'Estat de Mèxic i de Michoacán, a la vall d'Ixtlahuaca a 36 km de la ciutat de Toluca, de Mèxic, especialment en el municipi de San Felipe del Progreso. No obstant això, també existeixen nuclis importants de parlants d'aquesta llengua a la ciutat de Toluca i al Districte Federal, entitat en la que conformen la sisena comunitat lingüística després dels parlants d'espanyol, nàhuatl, otomí, mixtec i zapotec.
Les llengües més properes al mazahua són l'otomí, matlatzinca i el tlahuica, llengües amb les quals forma el grup otopameo. El mazahua és una llengua tonal, i distingeix tons alt, baix i descendent en qualsevol síl·laba, excepte en l'última.
El centre cerimonial mazahua es troba al municipi de San Felipe del Progreso en la comunitat de Santa Ana Nichi, lloc de fefaent activitat cultural on es practica durant el primer diumenge de cada mes una sèrie d'activitats espirituals que tenen com a finalitat rendir tribut a l'astre Sol perquè els brindi la seva benedicció durant tota la jornada del mes.
S'emet un programa de ràdio en mazahua en l'emissora XETUMI-AM situada a Tuxpan (Michoacán), dependent de la CDI.

## Descripció lingüística
El mazahua té una fonologia i una morfologia bastant complexes. La complexitat de la fonologia es tradueix en l'elevat nombre de segments fonèmics, mentre que la complexitat morfològica es dona especialment en el verb.

### Fonologia
L'inventari consonàntic del mazahua ve donat per:
|           | Bilabial | Bilabial | Bilabial | Alveolar | Alveolar | Alveolar | Palatal | Palatal | Palatal | Velar | Velar | Velar | Labio- velar | Labio- velar | Labio- velar | Glotal | Glotal | Glotal |
| aspir     | sorda    | sonor    | aspir    | sorda    | sonor    | aspir    | sorda   | sonor   | aspir   | sorda | sonor | aspir | sorda        | sonor        | aspir        | sorda  | sonor  |        |
| --------- | -------- | -------- | -------- | -------- | -------- | -------- | ------- | ------- | ------- | ----- | ----- | ----- | ------------ | ------------ | ------------ | ------ | ------ | ------ |
| Nasal     |          | m̥        | m        |          | n̊        | n        |         | ɲ̊       | ɲ       |       |       |       |              |              |              |        |        |        |
| Nasal     | mʼ       | mʼ       | mʼ       | nʼ       | nʼ       | nʼ       | ɲʼ      | ɲʼ      | ɲʼ      |       |       |       |              |              |              |        |        |        |
| Oclusiva  | pʰ       | p        |          | tʰ       | t        |          |         |         |         | kʰ    | k     |       | kʷʰ          | kʷ           |              | ʔ      | ʔ      | ʔ      |
| Oclusiva  |          | pʼ       | ɓ        |          | tʼ       | ɗ        |         |         |         |       | kʼ    |       |              | kʼʷ          |              |        |        |        |
| Africada  |          |          |          | ʦʰ       | ʦ        | ʣ        | ʧʰ      | ʧ       |         |       |       |       |              |              |              |        |        |        |
| Africada  |          |          |          |          | ʦʼ       |          |         | ʧʼ      |         |       |       |       |              |              |              |        |        |        |
| Fricativa |          |          | β        | sʰ       | s        | z        |         | ʃ       | ʒ       |       |       | ɣ     |              |              |              | h      | h      | h      |
| Fricativa |          |          | sʼ       |          |          |          |         |         |         |       |       |       |              |              |              |        |        |        |
| Sonorant  |          |          |          | ɾ        | ɾ        | ɾ        |         | j̥       | j       |       | w̥     | w     |              |              |              |        |        |        |
| Sonorant  |          |          |          |          |          |          | jʼ      | jʼ      | jʼ      | wʼ    | wʼ    | wʼ    |              |              |              |        |        |        |

El signe /ʼ/ denota que es tracta de consonants ejectives o glotalitzades.
Quant a les vocals l'inventari és:
|          | orals   | orals     | orals    | nasals  | nasals    | nasals |
| -------- | ------- | --------- | -------- | ------- | --------- | ------ |
| anterior | central | posterior | anterior | central | posterior |        |
| tancades | i       | ɨ         | u        | ĩ       | ĩ         | ũ      |
| mitjanes | e       | ə         | o        | ẽ       | ã         | õ      |
| obertes  | ɛ       | a         | ɔ        | ẽ       | ã         | õ      |

### Escriptura
Els espanyols van introduir l'alfabet llatí, el qual va ser utilitzat per registrar una gran quantitat de paraules. L'ortografia del mazahua usa dues diferents grafies en les vocals: una barra per a les vocals nasalitzades i un de greu pel saltillo.
Actualment, existeixen dues convencions diferents que usen diferents subconjunts de l'alfabet llatí: l'ortografia tradicional i l'ortografia pràctica de la SEP. La Secretaría de Educación Pública de Mèxic (SEP) és la institució que regula les regles de l'ortografia, i la que ha establert un sistema d'escriptura pràctic que s'ensenya als programes d'educació primària bilingües a les comunitats indígenes. El següent quadre recull convencions usades en l'ortografia mazahua i en l'ortografia de les variants per transcriure els diferents fonemes:
| Fonemes | /a, a:/   | /e, e:/   | /i, i:/ | /o, o:/   | /u, u:/   | /p/ | /t/ | /k/ | /kʷ/ | /ʔ/ | /ʦ/   | /ʧ/   | /t͡ɬ/  | /s/ | /ʃ/ | /l/ | /j/ | /w/ | /m/ | /n/ |
| Alfabet | A a (Ⱥ ⱥ) | E e (Ɇ ɇ) | I i     | O o (Ø ø) | U u (U̷ u̷) | B b | D d | G g | K k  |     | Ts ts | Ch ch | Zh zh | S s | X x | L l | Y y | W w | M m | N n |

### Característiques literàries
El mazahua es caracteritza per l'escassetat de recursos literaris, però és possible trobar alguns texts: 
Ts'ik'etrjo nzhenchju̷ 'petit xai'
a ri b'u̷b'u̷ba k'o nuts'k'e, 'vine, jugo amb tu'
kja nuin trroxdyzigo, 'el meu coll pàlid'
jyezi k'u̷ra nrroru̷ 'déixa'm que mengi'
jyezi ra s'u̷tr'u̷ 'deixa'm besar'
na punkju̷ mⱥjⱥ, xopu̷ji nu ngoxti nu kjɇɇ nu ba sⱥjⱥ 'alegres, molt alegres; benvingut l'any'

### Gramàtica
El mazahua és una llengua molt propera l'otomí. Igual que l'otomí té article definit (nu- 'el, la') i indefinit (na- 'un, una'), la forma de la qual en plural és comú a tots dos (yo- 'els, les, uns, unes'). Els noms no distingeixen normalment singular de plural, encara que les formes possessives dels mateixos poden distingir si el posseïdor és singular o plural:
xin-ʣumwɨ 'la meva casa, les meves casas'
xin-ʣumwɨ-hi 'la nostra casa, les nostres casas'
En el verb en canvi es distingeixen tres nombres gramaticals: singular, plural i dual. Una forma verbal conjugada normalment té la següent estructura:
| TEMPS/MODE/ASPECTE + arrel + PERSONA + NÚMERO | TEMPS/MODE/ASPECTE + arrel + PERSONA + NÚMERO | TEMPS/MODE/ASPECTE + arrel + PERSONA + NÚMERO |
| --------------------------------------------- | --------------------------------------------- | --------------------------------------------- |
| ra-xi-ko-Ø                                    | (PRES-dormir-1a PERS.-SING)                   | 'dormo'                                       |
| ra-xi-nu-Ø                                    | (PRES-dormir-3a PERS.-SING)                   | 'dorm'                                        |
| ru-nyona-ko-hi                                | (PAS-comer-1ªPERS.-PLU)                       | 'Hem menjat'                                  |
| ru-nyona-nu-Ø                                 | (PAS-comer-3a PERS.-SING)                     | 'Ha mejnat'                                   |

Els noms usen àmpliament els prefixos per la derivació:
(deverbatiu d'acció verbal) hɛʤɛ 'filar' > tʰɛʤɛ 'fus'
(deverbatiu d'agent) biʒi 'música' > bɛbiʒi 'músic (persona)'

### Comparació lèxica
El següent quadre compara els numerals diverses varietats de mazahua:
| GLOSSA      | Mazahua   | Mazahua | Mazahua     | Mazahua | Mazahua           | Mazahua  | Mazahua            | proto- mazahua | proto- otomí | proto- matlazinca |
| GLOSSA      | s. XVII   | El Oro  | Atlacomulco | Yeche   | Francisco Serrato | Almoloya | S. Bart. del Llano | proto- mazahua | proto- otomí | proto- matlazinca |
| ----------- | --------- | ------- | ----------- | ------- | ----------------- | -------- | ------------------ | -------------- | ------------ | ----------------- |
| 1           | daha      | daha    | nahĩ        | daha    | daa               | na       | na                 | *ndaha         | *ʔna         | *ndá              |
| 2           | yehe      | yehe    | yɛhɛ        | yehe    | yɛɛ               | yɛ       | yihɛ               | *ye-he         | *yó-hó       | *-nó              |
| 3           | eñhii     | niʔi    | nihi        | niʔi    | nii               | ni       | ñi                 | *niʔi          | *ʔñu         | *-yu/*-ʃu         |
| 4           | zioho     | ʣiyo    | ʣiyo        | ʣiyo    | ziho              | ʣiyo     | ʒiyo               | *ʣi-yo         | *góhó        | *kunhó            |
| 5           | zicha     | ʦiʧʔaha | ʦiʧa        | ʣiʧʔa   | ʦiʧa              | ʦiʧa     | ʧiʧa               | *ʦiʧʔa         | *kʔĭtʔa      | *kwi-tʔa          |
| 6           | nantto    | ñãnto   | ñãnto       | ñãnto   | ñãnto             | ñãnto    | ñãnto              | *ʔɾa-tó        | *(ʔ)ɾa-ntó   | *ndáh-ntó         |
| 7           | yencho    | yenʧo   | yenʧo       | yenʧo   | yenʧo             | yenʧo    | yenʧo              | *ye-nʧo        | *yo-tó       | *ñe-nto           |
| 8           | ñincho    | ninʧo   | yinʧo       | ñinʧo   | ninʧo             | ñinʧo    | ñinʧo              | *ni-nʧo        | *hñã-tó      | *ñe-kunhó         |
| 9           | zincho    | zinʧo   | ʣinʧo       | ʣinʧo   | (nuebe)           | (nuebe)  | zinʧo              | *ʣi-nʧo        | *gító        |                   |
| 10          | decha     | ʤeʦaha  | yeʧʔa       | yeʧʔa   | ʤeʧa              | yeʧa     | ʤeʧʔa              | *ye-ʧʔa        | *ʔɾɛtʔa      | *ndah-tʔa         |
| 'cabeza'    | ñi        | ñiʔi    | ñi          | nii     | ñi                | ñi       | ñi                 | *niʔ           | *ñá (<*yã)   | *nu               |
| 'ojo'       | cho       | ndoo    | ʧo          | ʒoo     | ʒoo               | ɾo       | ʧo                 | *nto           | *dɔ          | *nta              |
| 'orellllla' | zo        | nzõõ    | to          | ʣõõ     |                   | gõ       | ʧõ                 |                | *gũ          |                   |
| 'ma'        | ye        | ʤeʔe    | bwiʤe       | yee     | ʤeʔe              | ye       | ye                 | *yeʔ           | *ʔyé         | *yé               |
| 'peu'       | hua       | gwaʔa   | kwa         | kwaa    | gwaʔa             | kwa      | kwa                | *kwa           | *gwá         | *mo               |
| 'sangr'     | qhi, çi   | kʔiʔi   |             | kʔiʔi   | tsii              | kʔi      | tsi                | *kʔi           | *khí         | *ʧíhya            |
| 'moresc'    | cho       | jeʧo    | dɛʧo        | jeʧo    | dɛʧo              | ɾdɛʧo    | dɛʧo               | *deʧo          | *dethã       | *datʔwi           |
| 'xili'      | y         | iʔi     | i           | ʔi      | ʔiʔi              | ʔi       | ʔi                 | *ʔi            | *ʔí          | *himí             |
| 'sal'       | o         |         | ʔu          | ʔõʔõ    | ʔõ                | ʔõ       | hõ                 | *ʔõ            | *ʔũ          | *tʔusi            |
| 'carn'      | gues, zee | ngɛ     | ngɛh-ɛ      | nzɛɛ    | ngɛɛ              | ngɛ      | ngɛ                | *n-ge          | *n-gí        | *ríní             |
| 'cavallo    | paɾe      | pʔaɾi   | pʔaɾi       | pʔaɾi   | pʔaɾi             | pʔaɾi    | pʔani              | *phari         | *phani       |                   |
| 'terra'     | homue     |         | homʔwĩ      | hõmʔwĩ  | hõmʔwĩ            | hõma     | hõma               | *homʔwĩ        | *hɔi         |                   |
| 'pedra'     | do        |         | ndo         | nɾo     | ɾoo               |          | mezo               | *ndo           | *dó          | *nto              |
| 'sol, llum' | yhaɾe     | yaɾi    | hyaɾi       | hyaɾi   | yaɾi              | hyaɾi    | yaɾi               | *hyaɾi         | *hyádi       | *yahbi            |
| 'cel'       | ahezi     | hɛ̃se    | hɛ̃se        | hɛ̃nse   | hɛ̃ze              | hɛ̃nsi    | hɛ̃sɛ               |                |              |                   |
| 'aigua'     | dehe      | dehe    | dehe        | dɛhɛ    | ɾɛɛ               | ɾɛ       | dɛhɛ               | *dehe          | *déhé        | *ntá-wi           |
| 'fred'      | ze        |         | sɛ          | sɛh-ɛ   | sɛɛ               | nsɛ      | sɛ                 | *se(e)         | *ʦɛ´         | *ʦé               |
| 'calor'     | pa        |         | pa          | pah-a   | pa                | pa       | pa                 | *pa            | *pa          | *pá-              |
| 'dia'       | pa        |         | pa          | pa      | pa                | padya    | pa                 | *pa            | *pá          |                   |
| 'nit'       | xõmue     | ʃõmwũ   | ʃõmwĩ       | ʃõmwĩ   | ʃõmĩ              | ʃõmĩ     | ʃõmĩ               | *šõmwi         | *(n-)šũi     | *ʃũi              |
| 'any'       | chee      | kʔe     | kʔe         | kʔe     | kʔi               | kʔe      |                    | *kʔe-          | *kʔeya       | *kʔiʧi            |
| 'casa'      | zumue     | ʣu      | zumwĩ       | gumwĩ   | gumwĩ             | gumwĩ    | ʣumwĩ              | *gũ-mwĩ        | *n-gũ        | *báʔni            |
| 'mercat'    | chomue    | ʧõmĩ    | ʧõmwĩ       | ʒõmwi   | ʒomwĩ             | ʧõmĩ     | ʧõma               | *ʧomi          |              | *tetani           |
| 'dona'      | chixu     | diʃu    | (bɛñi)      | ɾisĩ    | ɾiʃu              | ɾiʃõ     | dinʃõ              | *ndi-šu        | *(ši-)ʦu-    |                   |
| 'home'      | ondee     | bɛzo    | bɛzo        | bwɛzo   | bɛzo              | bɛzo     | bɛzo               | *wɛ-zo         |              |                   |